# Маргарет Розентал
Вижте пояснителната страница за други личности с името Розентал.
Маргарет Розентал (на английски: Margaret F. Rosenthal) е американски учен, експерт в съвременната италианска литература, Ренесанса и историята на Венеция, и писателка на произведения в жанра биографичен роман.

## Биография и творчество
Маргарет Франческа Розентал е родена през 1953 г. в Рим, Италия. Баща ѝ Реймънд Розентал е литературен критик и преводач предимно на италианска литература (Примо Леви, и др.).  През 1975 г. Маргарет завършва колежа „Дъглас“ с бакалавърска степен по италианска и английска филология. През 1985 г. получава докторска степен по италианска филология от Йейлския университет.
След дипломирането си в периода 1985-1991 г. работи като асистент по италианска филология в Университета на Южна Калифорния, от 1992 г. е доцент, а от 2009 г. е професор и преподавател. В периода 1993-1995 г. е директор на Центъра за феминистки изследвания към университета. Като преподавател и учен е удостоена с различни награди.
Първата ѝ книга „The Honest Courtesan“ е публикувана през 1992 г. Тя представя живота на известната куртизанка Вероника Франко, живяла във Венеция през 16 век. Тя е била много образована за времето си и е издала е две поетични книги. Книгата получава наградата „Хауърд Р. Мармаро“ за най-добра книга в италианската и сравнителната литература. През 1998 г. книгата е екранизирана във филма „Съдба на куртизанка“ с участието на Катрин Маккормак, Руфъс Сюъл и Оливър Плат.
Маргарет Розентал живее в Санта Моника.

## Произведения

### Самостоятелни романи
- The Honest Courtesan: Veronica Franco, Citizen and Writer in Sixteenth-Century Venice (1992)

### Документалистика
- The Clothing of the Renaissance World: Europe, Asia, Africa, the Americas; Cesare Vecellio's Habiti Antichi et Moderni (2008) – с Ан Розалинд Джоунс

### Екранизации
- 1998 Съдба на куртизанка, Dangerous Beauty – по романа „The Honest Courtesan“